# Saturn (Heraldik)
Der Saturn ist in der Heraldik eine gemeine Figur und damit eine Wappenfigur.

## Bedeutung
Saturn steht für den Planeten Saturn und für den Gott in der Mythologie Saturn. Auch wird das Zeichen dem Element Blei und dem Wochentag Samstag zugeordnet.

Das alchimistische Zeichen für Saturn (Unicode U+2644)

## Verschiedene Darstellungen und Bedeutungen

### Darstellung im Wappen als Planet
Nur wenige Wappen sind mit der Wappenfigur Saturn oder Ringplanet bekannt und somit ist die heraldische Durchdringung nur spärlich. In den Wappenbüchern wird die Figur fast nicht erwähnt. Alle heraldischen Farben sind möglich, aber Silber und Gold werden bevorzugt. Die Darstellung im Wappen ist simpel: Ein ovaler Ring (Saturnringe) umgibt die flache, kreisrunde Scheibe (Planet) im Abstand. Die Monde werden nicht dargestellt, aber im Ausnahmefall in der Wappenbeschreibung zu erwähnen.

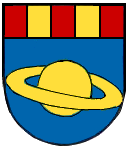
Auf der Horst

### Darstellung eines alchimistischen Zeichen als Wappenfigur
Die Darstellung durch ein alchimistisches Zeichen ist in der Heraldik auch selten. Hier im Beispiel ist das Wappen redend, da die Wappenfigur Blei bedeutet.

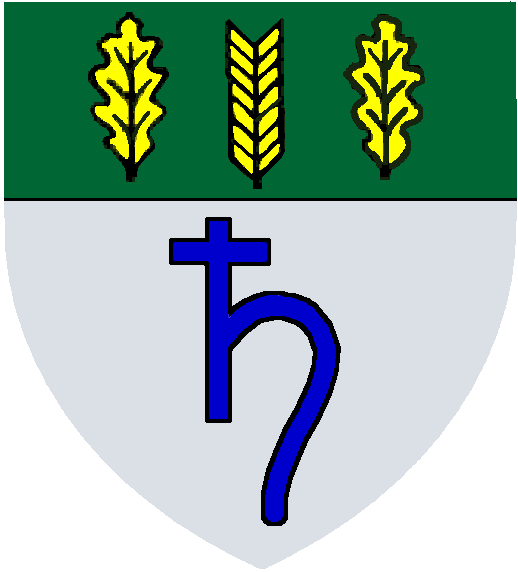
Bleiwäsche

### Darstellung des alchimistischen Zeichens als Farbe
Das Symbol Saturn wurde in der Geschichte der Heraldik zur Kennzeichnung einer heraldischen Tingierung verwendet. Es stand für Schwarz statt der heute üblichen Schraffur. Etwa um 1600 verwendete dieses Zeichen der Engländer Speelmann.

Zeichen für Schwarz